# Центристська партія (Естонія)
Центристська партія (ест. Eesti Keskerakond)  — естонська ліберальна політична партія, заснована 2006 року.

## Історія
Партія заснована 12 жовтня 1991 року на базі Народного фронту Естонії після того як від нього відкололися кілька партій. Голова партії — Едгар Савісаар, заступники — Майліс Репс і Енн Еесмаа.
На загальних виборах у березні 1995 року ЦПЕ отримала 14,2 % голосів і 16 місць (третій результат). Партія увійшла в коаліцію, Савісаар зайняв пост міністра внутрішніх справ, а Пеетер Крейцберг — міністра освіти. Після «плівкового скандалу» (таємна запис розмов з іншими політиками), у який був замішаний Савісаар, партія перейшла в опозицію. Розчаровані поведінкою свого лідера, члени партії утворили нову партію. Центристська партія залишалася у відносній політичній ізоляції до 2001 року.
1996 року кандидат від ЦПЕ Сійрі Овійр виставляла свою кандидатуру на виборах президента Естонії.
На загальних виборах у березні 1999 року Центристська партія, головним гаслом якої було введення прогресивного прибуткового податку, отримала 23,4 % голосів (перший результат) і 28 місць в Рійгікогу. Партія мала 26 відділень, 8 у Таллінні і 18 у інших містах і повітах.
2001 року Пеетер Крейцберг подавав свою кандидатуру на виборах президента Естонії.
У січні 2002 року Центристська партія і Партія реформ утворили нову урядову коаліцію. Свен Міксер став міністром оборони. Коаліція проіснувала до виборів 2003 року. Хоча ЦПЕ набрала на цих виборах найбільшу кількість голосів, вона залишалася в опозиції до березня 2005, коли уряд Юхана Партса подав у відставку.
2003 року більшість на партійному з'їзді ухвалила рішення не підтримувати вступ Естонії в Європейський союз. Савісаар не висловив чітко свою позицію.
Частина членів партії залишила партію 2004 року й сформувала Соціально-ліберальну групу. Деякі приєдналися до Соціал-демократичної партії, інші до Партії реформ. Один з депутатів парламенту пізніше повернувся в ЦП. Центристська партія Естонії увійшла до складу Європейської партії ліберальних демократів і реформаторів в травні 2004 року.
Савісаар був мером Таллінна, столиці Естонії, з грудня 2001 року до жовтня 2004 року, коли він був змушений піти у відставку після вотуму недовіри. Його змінив Тиніс Пальтс з Res Publica.
На виборах в Європейський Парламент в 2004 році партія набрала 17,5 % голосів і представлена в Європейському парламенті одним депутатом — Сійрі Овійр.
12 квітня 2005 Центристська партія знову увійшла в уряд разом з Партією реформ і Народним союзом. У парламенті у неї було 19 місць, а в уряді — 5 портфелів. Ця коаліція проіснувала до 5 квітня 2007 року.
Місцеві вибори 16 жовтня 2005 року виявилися дуже успішними для ЦП: було отримано 32 місця з 63 у Талліннських міських зборах, тобто абсолютну більшість. Можливо, одним з факторів успіху стала величезна популярність центристів серед російськомовних виборців.
Після невдалих спроб сформувати стабільну більшість з соціал-демократами чи Партією Реформ, Центристська Партія утворила однопартійний міський уряд, очолюваний Юрі Ратасом, 27-річним політиком, обраним на пост мера Таллінна в листопаді 2005 року. ЦП входить також до панівної коаліції в інших великих містах Естонії, таких як Пярну й Тарту.
На виборах до Рійгікогу 2007 року партія отримала 29 місць в парламенті (другий результат). Переможець виборів, Партія Реформ, не запросила центристів взяти участь у переговорах зі створення урядової коаліції, унаслідок чого Центристська партія опинилася в опозиції. Після цього лідер партії Едгар Савісаар змінив Юрі Ратаса на посаді мера Таллінна.
На парламентських виборах 2011 року партія отримала 23,3 % голосів і 26 місць.
На парламентських виборах 2015 року набрала 24,8 % та отримала 27 місць, при цьому опинилася в опозиції до нового уряду Тааві Рийваса.
На виборах 2019 року партія дещо втратила популярність і поступилася результатом Партії реформ, набравши при цьому 23,1 % голосів та отримавши 26 місць. Голова партії Юрі Ратас відхилив пропозицію Партії реформ про утворення коаліції і почав переговори з Вітчизною та Консервативною Народною партією, з якими пізніше і утворив панівну коаліцію. Це рішення викликало значну місцеву та міжнародну критику.

## Підтримка партії на парламентських виборах і кількість місць в Рійгікогу
| Відсоток поданих голосів |
| ------------------------ |
|                          |

| Місць у Рійгікогу |
| ----------------- |
|                   |